# São Lourenço (Minas Gerais)
São Lourenço é um município brasileiro do estado de Minas Gerais, uma das mais conhecidas estâncias hidrominerais do Brasil. Faz parte do Circuito das Águas de Minas Gerais, na Serra da Mantiqueira. Sua população recenseada em 2022 era de 44 798 habitantes.

## Geografia
Localizado na Serra da Mantiqueira, o município se encontra a aproximadamente 950 metros de altitude. O ponto mais baixo, na cota de 947 metros, se localiza na foz do Córrego dos Poços e o ponto mais alto está a 1352 metros de altitude, no Morro dos Lobos. Tem como municípios vizinhos São Sebastião do Rio Verde, Pouso Alto, Soledade de Minas e Carmo de Minas.

### Clima
Município de clima ameno, tem uma temperatura média de 18 °C, com a sensação térmica chegando a 0 °C no inverno. Com altitude de 875 metros na sede da prefeitura, tem clima tropical de altitude, com temperatura média no verão de 22 °C. Segundo dados do Instituto Nacional de Meteorologia (INMET), desde 1931 a menor temperatura registrada em São Lourenço ocorreu em 14 de julho de 1945, com mínima de −3,3 °C, enquanto a maior atingiu 37,6 °C em 25 de setembro de 2023. O maior acumulado de precipitação em 24 horas alcançou 171 mm em 3 de janeiro de 2000. Desde 1961, janeiro de 2007 foi o mês de maior precipitação, com 633,1 mm.

### Economia
A economia de São Lourenço é diversificada, com destaque para o turismo, que é o principal motor econômico do município. A cidade é conhecida por suas águas minerais, comercializadas em todo o Brasil e exportadas para diversos países. O Parque das Águas, principal atração turística, oferece fontes com propriedades terapêuticas, além de ser um local de lazer e contato com a natureza. A presença de hotéis, pousadas e spas movimenta o setor de serviços e atrai visitantes em busca de relaxamento e bem-estar.
Além do turismo, o comércio é outra atividade importante, oferecendo produtos regionais como artesanato, doces caseiros e queijos típicos da culinária mineira. A agricultura e a pecuária também contribuem para a economia local, com destaque para a produção de café em regiões vizinhas e a pecuária.
| Dados climatológicos para São Lourenço                                                   | Dados climatológicos para São Lourenço | Dados climatológicos para São Lourenço | Dados climatológicos para São Lourenço | Dados climatológicos para São Lourenço | Dados climatológicos para São Lourenço | Dados climatológicos para São Lourenço | Dados climatológicos para São Lourenço | Dados climatológicos para São Lourenço | Dados climatológicos para São Lourenço | Dados climatológicos para São Lourenço | Dados climatológicos para São Lourenço | Dados climatológicos para São Lourenço | Dados climatológicos para São Lourenço |
| Mês                                                                                      | Jan                                    | Fev                                    | Mar                                    | Abr                                    | Mai                                    | Jun                                    | Jul                                    | Ago                                    | Set                                    | Out                                    | Nov                                    | Dez                                    | Ano                                    |
| ---------------------------------------------------------------------------------------- | -------------------------------------- | -------------------------------------- | -------------------------------------- | -------------------------------------- | -------------------------------------- | -------------------------------------- | -------------------------------------- | -------------------------------------- | -------------------------------------- | -------------------------------------- | -------------------------------------- | -------------------------------------- | -------------------------------------- |
| Temperatura máxima recorde (°C)                                                          | 36,4                                   | 35                                     | 34,4                                   | 33                                     | 30,6                                   | 30                                     | 31,2                                   | 35,6                                   | 37,6                                   | 36,6                                   | 36,8                                   | 34,9                                   | 37,6                                   |
| Temperatura máxima média (°C)                                                            | 29                                     | 29,4                                   | 28,7                                   | 27,7                                   | 24,8                                   | 24,2                                   | 24,5                                   | 26,4                                   | 27,7                                   | 28,5                                   | 28,1                                   | 28,8                                   | 27,3                                   |
| Temperatura média compensada (°C)                                                        | 22,4                                   | 22,3                                   | 21,6                                   | 19,8                                   | 16,4                                   | 15,1                                   | 14,8                                   | 16,6                                   | 19,2                                   | 21                                     | 21,3                                   | 22,1                                   | 19,4                                   |
| Temperatura mínima média (°C)                                                            | 17,7                                   | 17,3                                   | 16,6                                   | 14,1                                   | 10,5                                   | 8,5                                    | 7,7                                    | 8,7                                    | 12,2                                   | 15                                     | 16,2                                   | 17,3                                   | 13,5                                   |
| Temperatura mínima recorde (°C)                                                          | 6,5                                    | 6,5                                    | 6,3                                    | 2,5                                    | −2,7                                   | −3,1                                   | −3,3                                   | −2,5                                   | −0,7                                   | 2,5                                    | 4,1                                    | 4,9                                    | −3,3                                   |
| Precipitação (mm)                                                                        | 319,2                                  | 187                                    | 164,4                                  | 72,2                                   | 57,5                                   | 27,7                                   | 24,2                                   | 20,4                                   | 73,2                                   | 119,5                                  | 174,3                                  | 254,6                                  | 1 494,2                                |
| Dias com precipitação (≥ 1 mm)                                                           | 17                                     | 13                                     | 13                                     | 6                                      | 5                                      | 3                                      | 2                                      | 3                                      | 6                                      | 10                                     | 13                                     | 17                                     | 108                                    |
| Umidade relativa compensada (%)                                                          | 78,4                                   | 77,7                                   | 78,8                                   | 77,5                                   | 79,5                                   | 80,2                                   | 75,7                                   | 68,3                                   | 66,2                                   | 70,2                                   | 74,5                                   | 77,8                                   | 75,4                                   |
| Insolação (h)                                                                            | 177,5                                  | 182,9                                  | 201,2                                  | 214,5                                  | 205,2                                  | 192                                    | 224,4                                  | 247,7                                  | 220,3                                  | 208,2                                  | 188,2                                  | 179,5                                  | 2 441,6                                |
| Fonte: INMET (normal climatológica de 1991-2020; recordes de temperatura: 1931-presente) |                                        |                                        |                                        |                                        |                                        |                                        |                                        |                                        |                                        |                                        |                                        |                                        |                                        |

### Hidrografia
- Rio Verde;
- Ribeirão São Lourenço;
- Ribeirão do Taboão;
- Córrego Esperança;
- Córrego Tijuco Preto.

## Economia

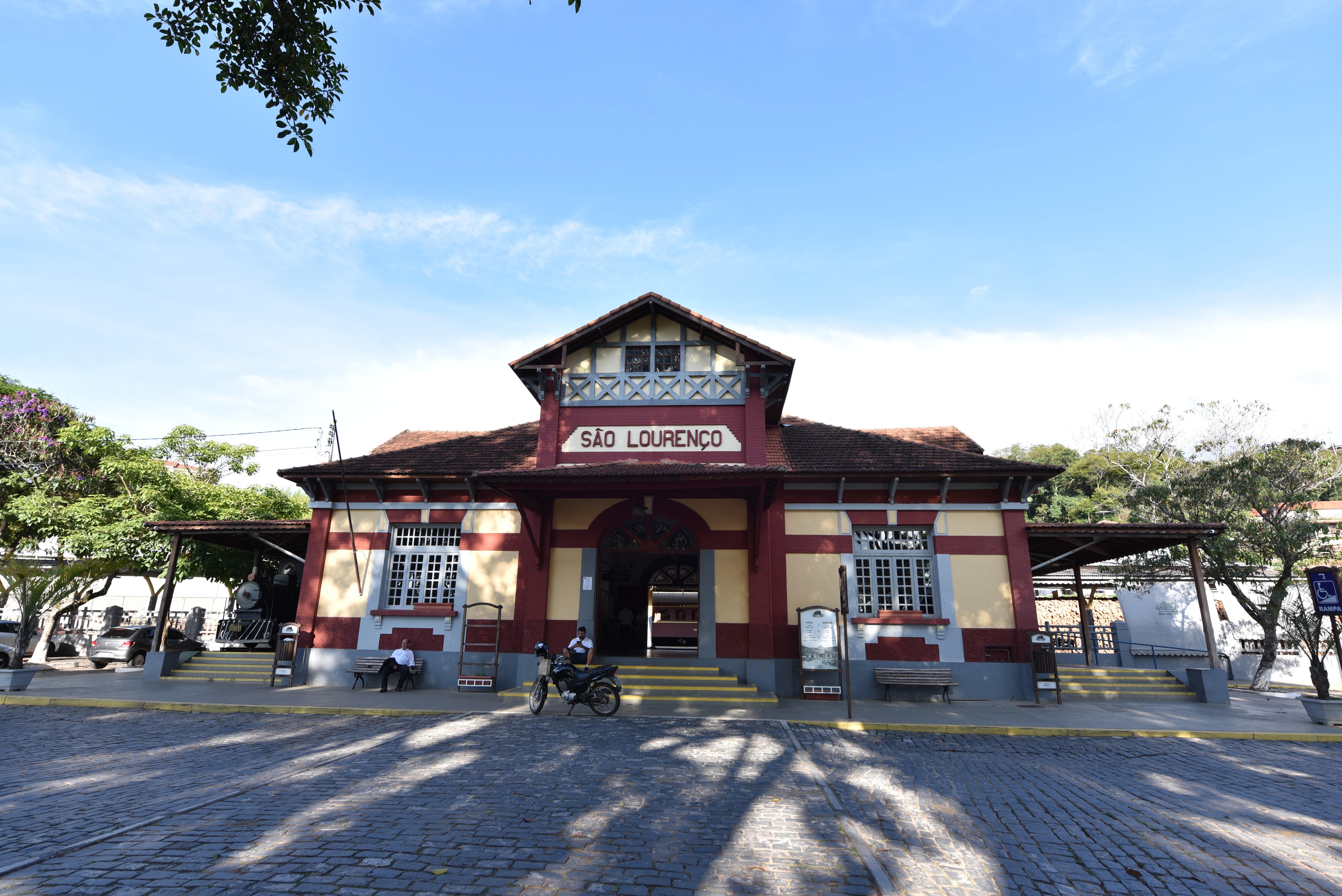
Fachada da Estação de São Lourenço, atendida pelo Trem das Águas.

O turismo e o comércio são as principais atividades econômicas do município. São Lourenço se firmou como uma das mais importantes estâncias hidrominerais do Brasil. Cidade polo do Circuito das Águas, está apta a atender os mais exigentes clientes, com o 2° maior parque hoteleiro do estado.
São Lourenço ocupa a 383ª posição, em 2010, em relação aos 5.565 municípios do Brasil, sendo que 382 (6,86%) municípios estão em situação melhor e 5.183 (93,14%) municípios estão em situação igual ou pior. Em relação aos 853 outros municípios de Minas Gerais, São Lourenço ocupa a 26ª posição, sendo que 25 (2,93%) municípios estão em situação melhor e 828 (97,07%) municípios estão em situação pior ou igual.
Possui um aeroporto municipal, Aeroporto de São Lourenço, com uma pista de 1300 metros (Alterada para 1030 metros) por 30 metros de largura, possui dois hangares e saguão de passageiros com lanchonete, banheiros além de pátio de estacionamento para aeronaves.
Possui também uma estação de trens, a Estação Ferroviária de São Lourenço, reinaugurada em 1925 e aberta para embarque de passageiros no turístico Trem das Águas, operado pela ABPF e que liga a cidade ao município vizinho de Soledade de Minas pela Estrada de Ferro Minas e Rio, por meio de locomotivas a vapor (popularmente conhecidas como Maria fumaça). Os passeios de trem ocorrem aos finais de semana e feriados, porém a estação ferroviária permanece aberta diariamente para visitação.

## São-lourencianos notórios
- São-lourencianos biografados na Wikipédia